# Budzisław Kościelny (gromada)
Budzisław Kościelny – dawna gromada, czyli najmniejsza jednostka podziału terytorialnego Polskiej Rzeczypospolitej Ludowej w latach 1954–1972.
Gromady, z gromadzkimi radami narodowymi (GRN) jako organami władzy najniższego stopnia na wsi, funkcjonowały od reformy reorganizującej administrację wiejską przeprowadzonej jesienią 1954 do momentu ich zniesienia z dniem 1 stycznia 1973, tym samym wypierając organizację gminną w latach 1954–1972.
Gromadę Budzisław Kościelny z siedzibą GRN w Budzisławiu Kościelnym utworzono – jako jedną z 8759 gromad na obszarze Polski – w powiecie konińskim w woj. poznańskim, na mocy uchwały nr 25/54 WRN w Poznaniu z dnia 5 października 1954. W skład jednostki weszły obszary dotychczasowych gromad Adamowo, Budzisław Górny, Budzisław Kościelny, Kamionka, Nieborzyn, Tręby i Zberzyn ze zniesionej gminy Kleczew, a także miejscowość Marszewo (wieś) z dotychczasowej gromady Marszewo ze zniesionej gminy Wilcza Góra – w tymże powiecie. Dla gromady ustalono 20 członków gromadzkiej rady narodowej.
1 stycznia 1958 do gromady Budzisław Kościelny włączono miejscowość Wola Spławiecka ze zniesionej gromady Kaliska w tymże powiecie.
Gromada przetrwała do końca 1972 roku, czyli do kolejnej reformy gminnej.